# العلاقات البليزية الغانية
العلاقات البليزية الغانية هي العلاقات الثنائية التي تجمع بين بليز وغانا.

## مقارنة بين البلدين
هذه مقارنة عامة ومرجعية للدولتين:
| وجه المقارنة                                              | بليز         | غانا         |
| --------------------------------------------------------- | ------------ | ------------ |
| المساحة (كم2)                                             | 22.97 ألف    | 238.53 ألف   |
| عدد السكان (نسمة)                                         | 374.68 ألف   | 26.91 مليون  |
| الكثافة السكانية (ن./كم²)                                 | 16.31        | 112.82       |
| العاصمة                                                   | بلموبان      | أكرا         |
| اللغة الرسمية                                             | لغة إنجليزية | لغة إنجليزية |
| العملة                                                    | دولار بليزي  | سيدي غاني    |
| الناتج المحلي الإجمالي (بليون دولار)                      | 1.84 مليار   | 47.33 مليار  |
| الناتج المحلي الإجمالي (تعادل القوة الشرائية) بليون دولار | 3.05 مليار   | 115.41 مليار |
| الناتج المحلي الإجمالي الاسمي للفرد دولار أمريكي          | 4.88 ألف     | 1.37 ألف     |
| الناتج المحلي الإجمالي للفرد دولار أمريكي                 | 8.42 ألف     | 4.08 ألف     |
| مؤشر التنمية البشرية                                      | 0.715        | 0.579        |
| رمز المكالمات الدولي                                      | +501         | +233         |
| رمز الإنترنت                                              | .bz          | .gh          |
| المنطقة الزمنية                                           | 00           | 00           |

## منظمات دولية مشتركة
يشترك البلدان في عضوية مجموعة من المنظمات الدولية، منها:
| علم المنظمة | اسم المنظمة                                 | تاريخ انضمام بليز | تاريخ انضمام غانا |
| ----------- | ------------------------------------------- | ----------------- | ----------------- |
|             | مؤسسة التنمية الدولية                       | 19 مارس 1982      | 29 ديسمبر 1960    |
|             | يونسكو                                      | 10 مايو 1982      | 11 أبريل 1958     |
|             | وكالة ضمان الاستثمار متعدد الأطراف          | 29 يونيو 1992     | 29 أبريل 1988     |
|             | الأمم المتحدة                               | 25 سبتمبر 1981    | 8 مارس 1957       |
|             | مجموعة دول أفريقيا والكاريبي والمحيط الهادئ | ?                 | ?                 |
|             | دول الكومنولث                               | ?                 | ?                 |
|             | الفريق المعني برصد الأرض                    | ?                 | ?                 |
|             | الاتحاد البريدي العالمي                     | ?                 | ?                 |
|             | البنك الدولي للإنشاء والتعمير               | 19 مارس 1982      | 20 سبتمبر 1957    |
|             | الاتحاد الدولي للاتصالات                    | 16 ديسمبر 1981    | 17 مايو 1957      |
|             | منظمة حظر الأسلحة الكيميائية                | ?                 | ?                 |
|             | مؤسسة التمويل الدولية                       | 19 مارس 1982      | 3 أبريل 1958      |
|             | منظمة التجارة العالمية                      | ?                 | ?                 |
|             | منظمة الشرطة الجنائية الدولية               | ?                 | ?                 |

## أعلام
هذه قائمة لبعض الشخصيات التي تربطها علاقات بالبلدين:
- نانا منساه (لاعب كرة قدم من الولايات المتحدة، 19 يناير 1989 – )

## وصلات خارجية
- موقع وزارة الخارجية البليزية
- موقع وزارة الخارجية الغانية